# Sahr-i-Bahlol
Sahr-i-Bahlol (urdujsko سری بہلول‎), tudi Seri Bahlol ali Sahri Bahlol, je kulturno in zgodovinsko pomembno budistično mesto, ki sega v zgodnje 1. stoletje in arheološko najdišče v bližini Takht-i-Bahija, v okrožju Mardan, približno 70 kilometrov severozahodno od Pešavarja, provinca Khiber Pakhtunkhva, Pakistan. 

## Zgodovina
Sahr-i-Bahlol je zgodovinski kraj in je od leta 1980 vključen na Unescov seznam svetovne dediščine. Ruševine so ostanki majhnega starodavnega utrjenega mesta, zgrajenega v Kušanskem obdobju. Mesto je bilo zaščiteno v času Johna Marshalla.
Vsebuje ostanke Bude, ki niso bili pravilno izkopani. Starine, kot so kipi, kovanci, posoda in nakit, se pogosto najdejo. Domačini nadaljujejo z nezakonitimi izkopavanji v svojih domovih in zemljiščih ter poškodujejo zgodovinske spomenike. Nekateri lokalni trgovci s starinami zavajajo lokalno prebivalstvo in ga spodbujajo k nezakonitemu izkopavanju. Za ohranitev ostankov v Sahr-i-Bahlolu je potrebna nacionalna in mednarodna pozornost.
Besedo Sahr-i-Bahlol so različni ljudje razlagali na različne načine. Lokalno prebivalstvo pa pojasnjuje, da je to kombinacija dveh hindujskih besed Sheri pomeni gospod in Bahlol ime vidnega političnega in verskega voditelja tega območja. Vendar ime ni tako staro kot vas Sahr-i-Bahlol. Vas je na hribu, zaščitenem z dobro prefinjenim kamnitim zidom, ki je bil zgrajen pod Kušani. Zid je na več mestih poškodovan, vendar je marsikje še viden. Vas obdaja rodovitna zemlja, kjer se domačini ukvarjajo s kmetijstvom. V zadnjih nekaj letih je hitra rast prebivalstva zajela kmetijska zemljišča, kar je tveganje za varnost preskrbe s hrano.

## Galerija
- Kmet uporablja pesticide za svoj pridelek
- Pogled na vas
- Izkopavanja v letih 1911-1912
- MMeditirajoča bodhisatva. Skrilavec, Sahr-i-Bahlol. Muzej Patna
- Posvetitev Nande. Skrilavec Sahr-i-Bahlol. Indijski muzej, Kalkuta
- Pridiganje Bude
- Glava bodhisatve
- Bodhisatva
- Stoječi bodhisatva
- Kipi Bude
- Triada sedečega Bude iz Sahr-i-Bahlol.[5] Pešavarski muzej.[6][7]
- Triada sedečega Bude, izkopavanja Sahr-i-Bahlol, 1911-1912
- Veliki Buda iz Sahr-i-Bahlola 1909 izkopavanje
- Sahr-i-Bahlol Buda, izkopan 1909-1910, Pešavarski muzej
- Bronasta podoba Bude, Britanski muzej